# Баскетбол в России
Баскетбол в России довольно популярен, но уступает по массовости футболу и хоккею с шайбой. Тем не менее в стране существует развитый профессиональный баскетбол.

## История

### дореволюции
Точно известна дата первого международного матча: в 1909 году состоялось событие, ставшее определённой вехой в истории не только отечественного, но и мирового баскетбола — в Петербург приехала группа членов американской ассоциации христиан (по другим сведениям, это были моряки одного из торговых американских кораблей, стоявших в порту), из них и была составлена баскетбольная команда, которая, к общей радости петербуржцев, проиграла местной команде «лиловых» из спортклуба «Маяк» со счётом 19:28. Эта встреча проходила в новом зале общества «Маяк» в доме № 35 на Надежденской улице (в советские времена — улица Маяковского).
В команду победителей входили: Васильев, Владимиров, Бурыкин, Нурдман, Мачихин, Майков и Лозак. 
Судил встречу представитель «Маяка» Соколов, причём правила игры, уже и в то время несколько отличающиеся, пришлось согласовывать непосредственно перед игрой.
Уникальным было то, что в этом матче капитан и фактически играющий тренер «лиловых» — Степан Васильевич Васильев, прозванный «дедушкой русского баскетбола», впервые применил «прессинг». 
Со стороны гостей феноменальной техникой выделялись Андерсен и Юззел, индивидуально каждый из которых был значительно сильней российских оппонентов — тот же Юззел, по воспоминаниям Васильева без труда обыгрывал двух-трёх россиян, однако россияне превзошли гостей за счёт командной игры и, как уже было сказано выше, плотного индивидуального прессинга. Так, Нурдман персонально держал Юззела, а Майков — Андерсена — самого рослого из американцев — 192 см. Как с юмором вспоминал много лет спустя сам Степан Васильевич — «…мы применили прессинг, даже не подозревая об этом».
Вот как описал Васильев игру в своих воспоминаниях: «Самым главным недостатком американцев была „игра на себя“. Юззел продемонстрировал виртуозную игру, его дриблинг был очень хорош, но в одиночку обвести всю нашу пятёрку ему, естественно, не удавалось: он натыкался на кого-либо из нас и терял мяч. Кроме того, его очень плотно „держал“ Нурдман. Андерсен тоже пытался взять инициативу в свои руки. К нему прикрепили Майкова, и заокеанский гигант не смог в полной мере проявить свои способности. Эту „грозу“ мы усмирили, а я, Владимиров и Бурыкин переиграли остальных».
В книге «Мировой баскетбол», изданной в Мюнхене в 1972 году к 40-летнему юбилею Международной федерации баскетбола, в главе «Международные турниры» этому матчу посвящена следующая фраза: «Вероятно, первым настоящим международным матчем следует назвать игру, проведённую в Петербурге в 1909 году между спортивным клубом „Маяк“ и командой Христианской ассоциации молодых людей, приехавшей из США».
Следует отметить ещё один любопытный факт — разгромив американцев, сильнейший клуб Петербурга «Лиловые» из «Маяка» — тут же проигрывает юношам из команды Александровского сада, победителям турнира на первенство детских спортплощадок Петербурга.

### в СССР
25 мая 1919 года был проведён матч между командами 2-го Петроградского спортклуба и «Баскетбол-лиги», приуроченный к отмечанию годовщины Всевобуча; в упорной борьбе победила команда «Баскетбол-лиги» со счётом 2:0. Этот день принято считать днём рождения советского баскетбола. Встреча была освещена в журнале «Русский спорт».
Окружные управления Всевобуча оказали большое влияние на развитие баскетбола. С 1920 г. баскетбол включался в программу физкультурных праздников: уральской олимпиады, московской губернской олимпиады и т. д. В этом же году баскетбол как самостоятельный предмет был введён в физкультурных учебных заведениях: в Главной военной школе физического образования, в Окружной школе инструкторов спорта и допризывной подготовки и в Московском институте физической культуры. Специалисты, окончившие эти учебные заведения, стали первыми пропагандистами баскетбола в России.
21-22 февраля 1921 года в России был создан первый общественный орган управления баскетболом — «Баскетбольная секция Петрограда», одним из первых постановлений которой стало проведение Первенства Петрограда.
В марте 1921 года прошёл первый чемпионат Петрограда, победителем которого стала баскетбольная дружина Путиловской колонии (так именовалось общежитие в Сосновой Поляне, в котором помещались ученики и преподаватели училища при Путиловском заводе), Сведений об этом турнире немного: проходил в спортивном манеже Всевобуча (ныне — зал Военно-космической академии им. А. Ф. Можайского), участвовали команды Путиловских колонии и рабочего спортклуба, обществ «Богатырь» и «Маяк», спортивного клуба Николаевской (ныне — Октябрьской) железной дороги, бывшего Аннинского училища (ныне — 203-я и 189-я школы) и бывшей 6-й гимназии.
Одновременно с мужским чемпионатом разыграли своё первенство и женские коллективы; сильнейшей оказалась команда общества «Богатырь». Женская сборная Петрограда вскоре стала и первыми чемпионками Советского Союза.
С 1921 г. баскетбол начал культивироваться в республиках Средней Азии, Закавказья и на Украине. Уже в 1921 году на II Среднеазиатской спартакиаде в Ташкенте проводились соревнования по баскетболу.
В 1923 году баскетбол был включён в программу первого Всесоюзного праздника физической культуры, проводившегося в Москве. Этот турнир принято считать первым чемпионатом страны. Победителями соревнований вышли женская команда Ленинграда и мужская команда Москвы.
В 1923—1928 гг. начала оформляться советская школа баскетбола. 
В этот период баскетбол продолжает проникать в отдельные районы Российской Федерации, Украины, Кавказа и Средней Азии. Баскетбол прочно вошёл в систему физической подготовки в Советской Армии. Увлеклись им и студенты высших учебных заведений.
Этот этап характерен поиском лучших методов подготовки команд, новых технических приёмов и форм ведения игры. Появились талантливые игроки, значительно обогатившие баскетбол новыми техническими приёмами и игровыми действиями.
В 1928 году на I Всесоюзной спартакиаде гостями советских баскетболистов были мужская и женская рабочие команды баскетболистов Франции.
Триумфальная поездка во Францию и Бельгию в 1935 году женской сборной команды страны в составе лучших баскетболисток Москвы и Ленинграда: в 5 проведённых встречах были одержаны победы, в том числе над мужской сборной командой Парижского рабочего союза.
1 января 1939 г. были введены новые правила игры, которые во многом совпадали с международными.
В 1940 году в состав Советского Союза вошли Латвия, Литва и Эстония; баскетбол в этих республиках находился на высоком уровне, команды Прибалтики имели большой опыт международных встреч. В том же году вышла первая официальная программа по баскетболу для секций коллективов физической культуры, установившая некоторое единство в методике обучения и тренировке.  .
На 1 января 1941 г. в стране насчитывалось более 82 тысяч баскетболистов. К этому времени завершилось становление отечественной школы баскетбола.

## Достижения сборных СССР и России
По количеству выигранных медалей и чемпионских титулов на чемпионатах мира, континентальных первенствах и Олимпийских играх сборные СССР и России (как мужская, так и женская) занимают лидирующие позиции в мире.

### Олимпийские игры

#### Мужчины
- Олимпийские чемпионы: 1972, 1988
- Серебряные призёры Олимпийских игр: 1952, 1956, 1960, 1964
- Бронзовые призёры Олимпийских игр: 1968, 1976, 1980, 2012

#### Женщины
- Олимпийские чемпионки: 1976, 1980, 1992
- Бронзовые призёры Олимпийских игр: 1988, 2004, 2008

### Чемпионаты мира

#### Мужские
- Чемпионы мира: 1967, 1974, 1982
- Серебряные призёры чемпионатов мира: 1978, 1986, 1990, 1994, 1998
- Бронзовые призёры чемпионатов мира: 1963, 1970

#### Женские
- Чемпионки мира: 1959, 1964, 1967, 1971, 1975, 1983
- Серебряные призёры чемпионатов мира: 1957, 1986, 1998, 2002, 2006

### Чемпионаты Европы

#### Мужчины
- Чемпионы Европы: 1947, 1951, 1953, 1957, 1959, 1961, 1963, 1965, 1967, 1969, 1971, 1979, 1981, 1985, 2007
- Серебряные призёры чемпионатов Европы: 1975, 1977, 1987, 1993
- Бронзовые призёры чемпионатов Европы: 1955, 1973, 1983, 1989, 1997, 2011

#### Женщины
- Чемпионки Европы: 1950—1956 (4 титула), 1960—1991 (17 титулов), 2003, 2007, 2011, 2019
- Серебряные призёры чемпионатов Европы: 1958, 2001, 2005, 2009
- Бронзовые призёры чемпионатов Европы: 1995, 1999

## Российская федерация баскетбола
Российская Федерация Баскетбола (РФБ) создана в 1991 году, объединяет спортивные организации более 70 субъектов Российской Федерации. РФБ организует и проводит чемпионаты, первенства, розыгрыши кубков и другие официальные спортивные соревнования, а также международные баскетбольные турниры на территории Российской Федерации. В обязанности РФБ входит совершенствование системы подготовки спортсменов высшей квалификации, проведение мероприятий по подготовке и участию в международных соревнованиях сборных и клубных команд России. РФБ проводит работу по становлению, развитию и координации профессионального, любительского и детско-юношеского баскетбола, оказанию помощи ветеранам.
15 июня 2010 года несколько российских баскетбольных клубов приняли решение расформировать российскую баскетбольную суперлигу, созданную в 1994 году, и сформировать новую лигу.
29 июля 2015 года ФИБА отстранила РФБ от международных соревнований.

## Чемпионат России по баскетболу
| Чемпионат России по баскетболу среди мужчин проводится с 1992 года. В структуре российского мужского баскетбола существуют 3 профессиональных дивизиона: - Единая лига ВТБ — 14 клубов (12 российских) - Суперлига — 16 клубов - Высшая лига — 7 клубов | Чемпионат России по баскетболу среди женщин проводится с 1992 года. В структуре российского женского баскетбола существуют 3 профессиональных дивизиона: - Премьер-Лига — 11 клубов - Суперлига - 13 клубов - Высшая лига - 10 клубов |

## Зал славы баскетбола в России
В Санкт-Петербурге в Национальной академии баскетбола будет открыт зал славы баскетбола.
Среди экспонатов будут выставлены первые модели мячей и спортивной обуви, а также кубки, медали и спортивный инвентарь звёзд российского баскетбола.